# Harkakötöny
Harkakötöny é um município da Hungria, situado no condado de Bács-Kiskun. Tem 52,7 km² de área e sua população em 2015 foi estimada em 830 habitantes.